# Julien Boisselier

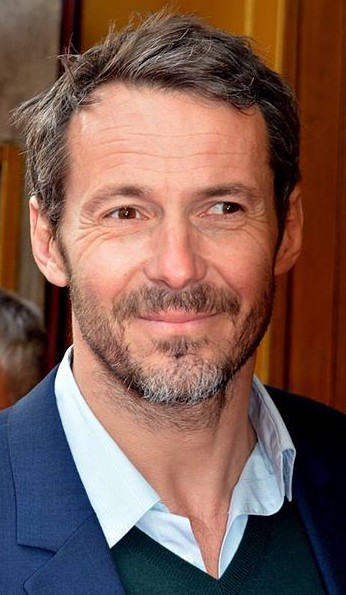
Julien Boisselier 2015

Julien Raymond Emilien Ignace Boisselier (* 26. Mai 1970, in Nantes, Frankreich) ist ein französischer Schauspieler.

## Leben
Boisselier wurde in der französischen Stadt Nantes geboren und wuchs dort auf. Später studierte er in Paris Schauspiel im Cours Florent. Eine Zeitlang war er mit der französischen Schauspielerin Mélanie Laurent liiert; sie trennten sich im Jahr 2009. Boisselier spielte im Laufe seiner Karriere verschiedene Fernseh- und Filmrollen. Im Jahr 2010 übernahm er die Titelrolle in der deutsch-französisch-österreichisch-spanischen Koproduktion Henri 4.

## Filmografie (Auswahl)
- 1996: Dans un grand vent de fleurs (TV-Serie)
- 1996: Uneasy Rider (Nationale 7)
- 2000: Azzurro
- 2000: Wenn wir erwachsen sind (Quand on sera grand)
- 2001: Kinder der Furcht (Un jeu d’enfants)
- 2002: Bloody Mallory – Die Dämonenjägerin (Bloody Mallory)
- 2002: Liebe deinen Vater (Aime ton père)
- 2003: Trouble
- 2003: Unsere lieben Kleinen (Nos enfants chéris)
- 2004: Was Frauen wirklich wollen (Tout le plaisir est pour moi)
- 2004: Ausgerechnet zu Weihnachten (Tout va bien c’est Noël!)
- 2004: Cash Truck – Der Tod fährt mit (Le convoyeur)
- 2004: Keine Sorge, mir geht’s gut (Je vais bien, ne t’en fais pas)
- 2004: Clara et moi
- 2006: Charles de Gaulle – Ich bin Frankreich! (Le grand Charles) (TV-Zweiteiler)
- 2008: Cortex
- 2008: Female Agents – Geheimkommando Phoenix (Les femmes de l’ombre)
- 2008: Neben der Spur (Skhizein) (Kurzfilm, als Sprecher)
- 2008: Vampire Party – Freiblut für alle! (Les dents de la nuit)
- 2010: Henri 4
- 2010: Off Limits – Wir sind das Gesetz (Gardiens de l’ordre)
- 2011: Xanadu (TV-Serie)
- 2011: Sleepless Night – Nacht der Vergeltung (Nuit blanche)
- 2012: Kochen ist Chefsache (Comme un chef)
- 2014: Jamais le premier soir
- 2014: La liste de mes envies
- 2014: Fastlife
- 2014: SMS
- 2014: L’année prochaine
- 2015: Plötzlich wieder jung – Zurück in die 80er (Bis)
- 2016: Agatha Christie: Mörderische Spiele (Les Petits Meurtres d’Agatha Christie, Fernsehserie, 1 Folge)
- 2017: Die Poesie der Liebe (Monsieur & Madame Adelmann)

## Auszeichnungen
- 2005: Étoile d’Or in der Kategorie Bester Nachwuchsdarsteller für Clara et moi[2]
- 2007: Prix Lumières in der Kategorie Bester Nachwuchsdarsteller für Keine Sorge, mir geht’s gut[2]